# Valea Maciului
Valea Maciului falu Romániában, Erdélyben, Fehér megyében.

## Fekvése
Felsővidra közelében, Vidrișoara mellett fekvő település.

## Története
Valea Maciului korábban Vidrișoara része volt. 1956 körül vált külön 124 lakossal.
1966-ban 62, 1977-ben 39, 1992-ben 20, 2002-ben pedig 9 román lakosa volt.